# Pont de Levallois
Le pont de Levallois  enjambe la Seine entre les deux communes de Levallois-Perret sur la rive droite et de Courbevoie sur la rive gauche, dans le département des Hauts-de-Seine et la région Île-de-France.

## Localisation

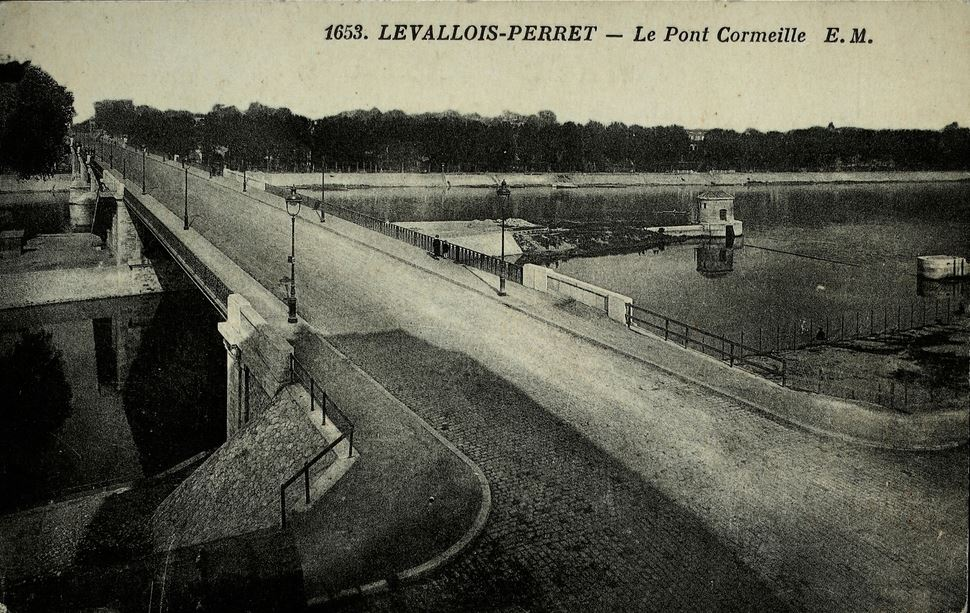
Pont de Levallois, ex-pont Cormeille.

Le pont de Levallois traverse la Seine, ainsi que la pointe aval de l'île de la Jatte, dans sa partie appartenant à Levallois-Perret.
Il relie les communes de Courbevoie en rive gauche du fleuve, surplombant le quai Maréchal-Joffre, et de Levallois-Perret en rive droite, au quai Charles-Pasqua (anciennement quai Michelet). Son tracé est celui de la route départementale 9B, soit l'avenue du 11-Novembre à Courbevoie, et la rue Anatole-France à Levallois-Perret.
Il est situé peu en amont du PK 22 de la Seine à l'aval de Paris, selon la cartographie des Voies navigables de France (VNF).

## Historique
Il fut édifié de 1913 à 1919, avec une longue interruption consécutive à la Première Guerre mondiale, par l'architecte Van Imschoot-Roos.
Il fut inauguré officiellement en 1924 seulement.

## Description
Ce pont à quatre arches est situé dans l'axe de la rue Anatole-France à Levallois-Perret. Il se termine en viaduc côté Courbevoie, dans l'axe de l'avenue du 11-Novembre.
Il porte trois voies de circulation : une vers Courbevoie, deux vers Levallois-Perret, ainsi que deux trottoirs.

## Trafic
Lors d'un comptage effectué en 2006 au moyen de compteurs à tubes, le trafic moyen journalier annuel s'élevait à 19 126 véhicules.
Les ponts routiers les plus proches sont le pont de Courbevoie en amont et le pont d'Asnières en aval.

## Patrimoine
Le pont de Levallois a été répertorié par le ministère de la Culture dans l'inventaire général du patrimoine culturel de l'Île-de-France.